# Tattar-Anna
Tattar-Anna (originaltitel: Fante-Anne) är en norsk svartvit stumfilm från 1920. Filmen regisserades av Rasmus Breistein som också skrev manus och producerade. I huvudrollen som Anna ses Aasta Nielsen.

## Handling
En kvinna kommer gående med ett barn på armen. Hon går från gård till gård för att be om husrum för natten, men ingen vill ta emot en landstrykare. Till slut lägger hon sig på en loge för att sova. På morgonen hittar gårdsägaren Jon kvinnan död, men barnet lever. Hon döps till Anna och får stanna på gården. Hon växer upp där och blir god vän med Jons son Haldor.
En dag när mor i huset blir arg på henne söker hon tröst hos Jon. Då får hon reda på vem hon egentligen är. Senare fattar Anna och Haldor tycke för varandra och Haldor lovar henne att de ska flytta ihop i ett nytt hus. Hans mor får honom dock på andra tankar och han förlovar sig med Margit Moen, en av de rikaste flickorna i bygden.
När Anna får veta att Haldor svikit henne smyger hon till det nya huset och sätter eld på det. På vägen hem möter hon Jon och kastar sig då i forsen och försvinner. Dagen efter kommer länsmannen för att inleda förhör och får då veta att Haldors mor misstänker Anna för dådet. Jon tar dock på sig skulden och säger att han har tänt eld på huset. Han döms till flera års straffarbete.
Anna beger sig till Kristiania för att arbeta. Flera år senare släpps Jon ur fängelset och möts då av Anna vid porten. Hon ber honom att hälsa på hans mor som befinner sig på ett hotell. Jon tror inte han kan få ett nytt arbete eftersom han har suttit i fängelse och vill därför emigrera till Amerika. Han föreslår att modern och Anna ska följa med och bygga ett nytt hem där. Filmen slutar med att tre lyckliga människor reser över havet.

## Rollista
- Aasta Nielsen – Anne, "Tattar-Anna"
- Einar Tveito – Jon Sandbakken
- Johanne Bruhn – fru på gården
- Lars Tvinde – Haldor, hennes son
- Dagmar Myhrvold – Annas mor
- Henny Skjønberg – Jons mor
- Kristine Ullmo – Margit Moen, rik gårdsflicka
- Magnus Falkberget – en grannpojke
- Anders Skrede – länsmannen
- Edvard Drabløs – domaren
- Elsa Vang – Anna som barn
- Olaf Solberg – Haldor som barn
- Olav Øygard – prästen
- Kari Øy

## Om filmen
Tattar-Anna räknas som starten för den norska filmens nationella genombrott, vilket kännetecknades av nationalromantiska historier hämtade från den norska folkdiktningen. Även om Tattar-Anna markerar starten för genombrottet så var den inte särskilt nationalromantisk. Exempelvis kritiserar den kulturen på den norska landsbygden och dess huvudbudskap är att norrmännen bör flytta till Amerika "där man kan vara sig själv – utan distinktioner och fördomar".
Filmen var den första norska filmen med merparten professionella skådespelare och även den första med professionella aktörer bakom kameran. Den bygger på berättelsen Fante-Anne av Kristofer Janson. Den var Rasmus Breisteins regidebut och även hans debut som manusförfattare. Breistein skulle med åren bli en av Norges främsta regissörer genom tiderna. Filmen producerades av Breistein för Kommunenes filmcentral och distribuerades i Sverige av AB Skandias Filmbyrå. Den fotades och klipptes av Gunnar Nilsen-Vig som också var scenograf.
Tattar-Anna hade urpremiär den 11 september 1920 på Kinematografen i Kristiania (nuvarande Oslo).  Den hade svensk premiär den 21 februari 1921 på Sturebiografen och Brunkeberg i Stockholm och den norska titeln Fante-Anne hade då bytts mot svenska Tattar-Anna. I Storbritannien fick filmen titeln Gypsy Anne.
Filmen blev restaurerad 2011 och försågs då med nyskriven musik av Haldor Krogh, framförd av Kringkastingsorkesteret. Restaureringen gjordes av Bente Santi Helle, Pelle Folmer och Andrzej Kiwala. I samband med detta gavs filmen ut på DVD.